# Dordogne
Dordogne este un departament din sud-vestul Franței, situat în regiunea Aquitania. Este unul dintre departamentele originale ale Franței create în urma Revoluției din 1790. Este numit după râul omonim care traversează departamentul. 

## Localități selectate

### Prefectură
- Périgueux

### Sub-prefecturi
- Bergerac
- Nontron
- Sarlat-la-Canéda

## Diviziuni administrative
- 4 arondismente;
- 50 cantoane;
- 557 comune;